# André Lestorte
André Lestorte, né le 18 février 1946 à Nousty (Basses-Pyrénées) et mort le 11 mars 2016 à Pau (Pyrénées-Atlantiques) est une figure du sport, de l'économie et de la politique du Béarn. Chef d'entreprise, président de la Section paloise et de la Section paloise omnisports, il a également été adjoint au maire de Pau, François Bayrou. Lestorte est notamment reconnu pour son implication dans la modernisation des abattoirs de Pau et pour avoir été l'initiateur d'une ambitieuse fusion entre plusieurs clubs de rugby.

## Biographie
André Lestorte naît le 18 février 1946 à Nousty, une petite commune du Béarn. Il grandit dans ce cadre rural, au sein d’une famille d’éleveurs de chevaux. Entreprenant, il avait d’abord commencé sa carrière industrielle dans le lait, avant de se tourner vers la viande et avait repris les abattoirs de Pau, en 2006, du temps d’André Labarrère. En tant que chef d'entreprise, André Lestorte a dirigé plusieurs sociétés, dont les abattoirs de Pau et Gascogne-Limousin-Viandes (GLV). En 2006, GLV a repris les abattoirs de Pau, qu'ils ont modernisés avec un investissement de 5 millions d'euros, permettant ainsi l'obtention de l'agrément en catégorie II. Sous sa direction, GLV a visé la catégorie I, consolidant ainsi le rôle des abattoirs de Pau en tant que pôle majeur d'abattage.

## Président de la Section paloise
André Lestorte a été président de la Section paloise rugby pro de 1996 à 2005, période durant laquelle le club est réellement entré dans l'ère du rugby professionnel. Lestorte a connu de grands succès, notamment avec des qualifications régulières en Top 16 et en coupe d'Europe, avec l'éclosion d'internationaux français comme Damien Traille et Imanol Harinordoquy. 
Il a également présidé la Section paloise omnisports à partir de 2012.

### Fusion des clubs pyrénéens et projet de stade
Dans les années 2000, André Lestorte, alors président de la Section paloise, lance un projet ambitieux visant à fusionner les clubs de la Section et du Stadoceste tarbais. Ce projet, qu'il nomme « Section-Pyrénées » ou « Section paloise - Pays de l'Adour », vise à unir le club béarnais avec les clubs voisins du comité Armagnac-Bigorre. 
Lestorte est animé par des considérations économiques et sportives. Il croit fermement qu'une telle fusion permettrait de créer une entité plus forte et plus compétitive, capable de rivaliser avec les grands pôles urbains du rugby à XV français. Il s’inspire des modèles de provinces néo-zélandaises, australiennes et sud-africaines, et envisage un club pyrénéen de rugby puissant, basé sur le plateau de Ger entre Pau, Tarbes et Lourdes, avec l’idée de construire un nouveau stade pour cet ensemble. Ce projet est censé s'inscrite dans une tendance générale vers un rugby de plus en plus professionnel et élitiste. Lestorte insiste sur l'importance de l'union et de la création d'une structure professionnelle commune, tout en respectant les identités locales. Il propose un modèle similaire à celui de Euralis, qui regroupe plusieurs coopératives du sud sous une même bannière.
Pour Lestorte, ce projet représente une opportunité de renforcer la position de la Section paloise tout en élargissant son territoire économique. Cependant, il se heurte à des réticences tant du côté béarnais que bigourdan. Bien que certains accueillent la vision ambitieuse, d'autres expriment des doutes sur la faisabilité du projet et la nécessité de préserver l'identité locale des clubs. Les discussions en phase préliminaire sont ainsi marquées par des tensions internes qui freinent l’avancée du projet. D'autres clubs comme le FC Lourdes et le Cercle amical lannemezanais sont également considérés dans ces discussions.
En 2005, André Lestorte fait face à une opposition croissante menée par d'anciens présidents de la Section paloise tels que Pierre Labourdette, Francis Paul, François Moncla et Gérard Lom, qui critiquent sa gestion. Si Lestorte conteste la mauvaise santé financière du club béarnais, cette fronde conduit néanmoins à la nomination de Joachim Alvarez, puis de Bernard Pontneau en 2006. 
Pontneau confirme avoir été opposé à ce projet de fusion et rapporte que la niche du chien de Lestorte avait fait l'objet de graffiti « fossoyeur ».

## Vie politique
Lestorte se retire de l'élection pour la mairie de Pau en 2000, afin de se consacrer à temps plein à la gestion de la Section paloise. 
Proche de François Bayrou, Lestorte a fait son entrée en politique en devenant adjoint au maire de Pau après l'élection de 2014. Il a occupé des postes importants, notamment responsable des finances, du développement économique (parc des expositions), du sport (Elan béarnais), de la culture, et de la filière hippique. 

## Décès
André Lestorte est décédé le 11 mars 2016 à Pau, à l'âge de 69 ans, après avoir été victime de deux accidents cardiaques lors d'une activité physique au stade du Hameau en compagnie de François Bayrou, Jean-Paul Brin et Yannick Le Garrérès, vice-président de la Section paloise. Lestorte s’est écroulé, victime d’un malaise. Si à l’arrivée des secours, il avait repris conscience, les examens pratiqués à la clinique d’Aressy avaient révèlés des dommages importants. 